# Dionizij Mali
Dionizij Exiguus ali Dionizij Mali, skitski menih, ki je vpeljal sodobni način štetja let in poimenovanje Anno Domini (»leta Gospodovega«) - pozneje posodobljeno v leto našega štetja (n. št.); okoli 470, †  okoli 544.
Po naročilu papeža Janeza I. je Dionizij sestavljal preglednico datumov Velike noči in pri tem prišel na misel, da bi bilo lepo, če bi štetje let začeli z letom Jezusovega utelešenja in rojstva. Po pregledu starejših načinov štetja (ki so temeljili na vladanju znanih vladarjev) je prišel do sklepa, da bi bilo treba tekoče leto po novem imenovati leto 525.
1. ↑  Н. Б. Дионисий Малый // Энциклопедический словарь — Sankt Peterburg.: Брокгауз — Ефрон, 1893. — Т. Xа. — С. 758.